# My Gift to You
『My Gift to You』（マイ・ギフト・トゥ・ユー）は、CHEMISTRYの7枚目のシングル。2002年12月18日発売。

## 解説
セカンド・アルバム『Second to None』からの10万枚限定先行シングル。
川畑は「ケミの冬といったら……」と語っている。
CHEMISTRYの冬の代表曲と言われている。
本楽曲で2002年のNHK紅白歌合戦に出場した。
auの携帯電話「A5302CA（カシオ計算機）」と「A5303H（日立製作所）」に着うたがプリセットされた。この2機種は世界初の着うた対応機種であり、この曲は世界初の着うたソングである。
Skoop On Somebodyからの提供作品である。また、演奏とコーラスも担当し、2番のBメロはTAKEが歌っている。後に彼らもセルフカヴァーした（→抱きしめて/My Gift to You）。
2011年3月11日放送の「ミュージックステーション」で、CHEMISTRYは「PIECES OF A DREAM」を歌う予定であったが、東日本大震災の発生により放送中止となった。その翌週の3月18日放送において、堂珍は「目に見える贈り物じゃなくても、人の優しさだったりとか温かさみたいなものが凄く詰まっている。音楽の力を信じて今日は歌いたいな」と述べた上で、予定を変更しこの曲を披露した。
「レコチョク」の「アーティストチャリティ」としてダウンロード料金一部を提供した。
2011年11月30日発売34枚目シングル「eternal smile」は「My Gift to You」の続編として製作された。

## 収録曲
1. My Gift to You
作詞：小山内舞 and S.O.S.　作曲・back ground vocal：S.O.S.　編曲：和田昌哉 and S.O.S.
CDアーティスト名義は「CHEMISTRY」だが、楽曲としては「CHEMISTRY meets S.O.S.」。
2. My Gift to You (LESS VOCAL).

## My Gift to You feat.Kan Sano,Hiro-a-key
『My Gift to You feat.Kan Sano,Hiro-a-key』（マイ・ギフト・トゥ・ユー フィーチャリング・カン・サノ、ヒロアキ）はCHEMISTRYの5作目の配信限定シングル。

### 解説
本作はCHEMISTRYがデビュー20周年を記念し、2021年10月27日より初期発表の代表曲にリアレンジを施したものを連続配信リリースを行う企画の第5弾。本作が最後の楽曲。

### 収録曲
1. My Gift to You feat.Kan Sano,Hiro-a-key
作詞：小山内舞 and S.O.S.／作曲・back ground vocal：S.O.S／編曲：Kan Sano、Hiro-a-key

## カバー
My Gift to You
- 沼倉愛美 - 2014年発売アルバム『THE IDOLM@STER STATION!!+ WINTER MEMORIES』収録。
- BREATHE - 2013年発売シングル「Queen B/It's OK!!〜キミがいるから〜/Twinkle」収録。